# Cancroidea
Cancroidea ist eine Überfamilie der Krabben. Mit dem Taschenkrebs enthält sie eine wirtschaftlich bedeutsame Art, die als einzige Krabbe in der Nordsee im größeren Umfang gefischt wird.

## Merkmale
Der Carapax ist halbkreisförmig bis breitoval. Die Kiemen-Herz-Grube ist deutlich. Der vorn-seitliche und hinten-seitliche Rand sind deutlich voneinander abgesetzt. Der vorn-seitliche ist stark konvex und gezahnt, der hinten-seitliche relativ kurz und konkav. Die Stirn ist eng und beidseits mit einem medianen Zahn besetzt. Die Augenhöhlen sind klein und haben kein Zwischenstück am Unteraugenrand. Der Augenstiel ist frei beweglich und vollständig zurückziehbar. Die Antennulen  sind längs- oder schräg gefaltet. Das zweite und dritte Glied der Antennen sind verschmolzen, deutlich größer als die übrigen Glieder und mit dem seitlich-vorderen Zahn und dem Unteraugenzahn verschmolzen. Die Antennen sind relativ abgeflacht, ihr Flagellum kurz und kaum beborstet.
Mandibula-Palpen sind dreigliedrig und alle Glieder frei beweglich. Das Epistom ist schmal, das Endostom vorn deutlich durch eine kräftige Leiste abgesetzt. Das dritte Maxilliped kann das Endostom überlappen. Sein Merus ist annähernd quadratisch oder deutlich verlängert und fast so lang wie das Ischium. Die Scherenbeine sind kräftig, ungleich groß und bei beiden Geschlechtern etwa gleich. Die Schreitbeine (P2–P5) sind seitlich zusammengedrückt bis annähernd zylindrisch, ihre Dactyli griffelförmig. Die Sternopleonalhöhle ist bei beiden Geschlechtern mittelgradig ausgehöhlt. Das thorakale Sternum ist verlängert, oval (Cancridae) oder stark eingeengt mit etwa parallelen Rändern (Atelecyclidae). Die Nähte zwischen den Segmenten 4/5, 5/6, 6/7 und 7/8 sind vollständig. Der Pleuralkanal ist schmal, dreieckig und wird von den Pleon-Segmenten Pl7 und Pl8 gebildet.
Die Geschlechtsöffnung der Männchen liegt coxal oder coxosternal, die Vulva der Weibchen sternal, etwa in der Mitte der Sternitenbreite. Der Penis entspringt weit vom coxosternalen Condylus des letzten Schreitbeins. Am Pleon der Männchen sind die Segmente 3 bis 5 verschmolzen. Das Telson ist lang und am Ende spitz. Ein Arretiermechanismus für das Pleon ist ausgebildet. Das erste Gonopodium ist kräftig, gerade und sich verschmälernd, das zweite schlank und gewöhnlich fast genauso lang wie das erste.

## Systematik
Das Taxon wird in zwei Familien unterteilt:
- Atelecyclidae (Ortmann, 1893)
- Cancridae (Latreille, 1802)